# Гаєв (Кутновський повіт)
Гаєв (пол. Gajew) — село в Польщі, у гміні Жихлін Кутновського повіту Лодзинського воєводства.
У 1975-1998 роках село належало до Плоцького воєводства.